# کوانگا

کوانگا شهری در شهرستان بینگو در استان بولکیمده در بورکینافاسوی غربی مرکزی است جمعیت آن ۱۳۹۳ نفر است.